# Rodolfo Aguilar Delgado
Rodolfo Aguilar Delgado est un corregimiento situé dans le district de Barú, province de Chiriquí, au Panama. En 2010, la localité comptait 15 544 habitants.
La localité porte le nom de Rodolfo Aguilar Delgado, un dirigeant syndical des plantations de bananes de Barú, qui a été torturé et assassiné en 1963.